# Рэдклифф, Сирил, 1-й виконт Рэдклифф
Сирил Джон Рэдклифф, 1-й виконт Рэдклифф (англ. Cyril John Radcliffe, 1st Viscount Radcliffe; 30 марта 1899 — 1 апреля 1977) — британский юрист и лорд-судья, известный своей ролью в разделении Британской Индии на территории Индии и Пакистана (по так называемой линии Рэдклиффа). Он также был первым руководителем Университета Варвика (1965—1977).

## Биография
Рэдклифф родился в приходе Кланишан (графство Денбишир, Уэльс) в семье капитана британской армии. Получил образование в Хейлибери-колледже — частной школе для подростков 11—19 лет. Затем в годы Первой мировой войны был призван на службу, но из-за плохого зрения назначен в Центр военно-строительной службы (Labour Corps). После войны он поступил в Новый колледж Оксфордского университета.
В ходе Второй мировой войны Рэдклифф поступил на службу в Министерство информации, став в 1941 году его генеральным директором. В 1944 году был пожалован рыцарем-командором ордена Британской империи. После завершения Второй мировой войны получил должность члена Тайного совета и после получения титула барона (1 июня 1949) стал пожизненным пэром Палаты лордов. Необычным в этой ситуации было то, что он ранее не исполнял должность судьи. В 1940—50-е годы помимо своих служебных обязанностей выполнял многочисленные правительственные задания и выступал поручителем в различных судебных спорах. 11 июля 1962 года пожалован титулом виконта.
Был женат на дочери 1-го барона Чарнвуда. Брак был бездетным.

## Участие в разделе Британской Индии
Сирил Рэдклифф был выбран для разделения территории Британской Индии, так как раньше там никогда не бывал и у него не было знакомых оттуда, поэтому его невозможно было обвинить в предвзятости по отношению к какой-либо из сторон. В каждой из комиссии, помимо самого Рэдклифа, было ещё четыре человека: двое представляли Индийский национальный конгресс, двое других — Мусульманскую лигу.
Рэдклифф прибыл в Индию 8 июля. После встречи с лордом Маунтбаттеном он отправился сначала в Лахор, а затем в Калькутту, чтобы встретиться с членами комиссий. Он быстро обнаружил, что Конгресс и Лига настолько ненавидят друг друга, что их представители не способны договориться ни по какому вопросу, и что все решения ему предстоит принимать фактически единолично. Инструкции требовали от него провести границу так, чтобы она разделяла территории с мусульманским и немусульманским населением, при этом «учитывая прочие факторы» (такие как: естественные границы, дороги, источники воды и ирригационную систему, а также социально-политические факторы). В итоге Рэдклифф пришёл к выводу, что в условиях недостатка времени (все стороны настаивали, чтобы работа была завершена за 5 недель, до 15 августа 1947 года) и отсутствия экспертов любое решение приведёт к тому, что кто-то пострадает, и сосредоточился на выполнении данных ему инструкций.
В результате, когда, к примеру, встала проблема земель, населённых сикхами, которые требовали создания независимого «Сикхистана» или же хотя бы того, чтобы линия границы учитывала храмы и места, священные для них, то демаркационная комиссия проигнорировала эти пожелания, и провела линию на основании чисто демографических данных (в результате священный для сикхов Лахор отошёл к Пакистану, так как большинство живущих в нём составляли мусульмане). Во избежание промедления, которое возникло бы в результате споров о границе, итоги работы комиссий было решено держать в секрете. Хотя линия границы была готова за два дня до провозглашения независимости Индии и Пакистана 15 августа, оглашена она была лишь 17 августа. В результате 15 августа в ряде мест были подняты флаги не того государства.
Рэдклифф покинул Индию 15 августа, так как работа была закончена, а сам он плохо переносил индийский климат. Перед отбытием он уничтожил все свои бумаги, в результате чего теперь невозможно узнать причины многих странных решений, касающихся проведения линии границы.